# Ndego
Ndego (Kinyarwanda Umurenge wa Ndego) ist einer von 12 Sektoren im Distrikt Kayonza in der Ostprovinz von Ruanda.

## Geographie
Ndego hat eine Fläche von 177,1 km² und liegt auf einer Höhe von etwa 1380 m. Der Sektor unterteilt sich in die vier Zellen Byimana, Isangano, Karambi und Kiyovu. Nachbarsektoren sind im Norden Mwiri, im Südosten Mpanga, im Süden Nasho und im Westen Kabare. Im Osten grenzt der Sektor an den Kagera-Nil, der in etwa die Grenze zu Tansania bildet. Der Norden des Sektors ist Teil des Akagera-Nationalparks und liegt am Ihema-See. Im Osten befindet sich der Rwakibali-See und im Süden der Nasho-See und das Nordufer des Cyambwe-Sees.

## Bevölkerung
Zur Volkszählung von 2022 betrug die Einwohnerzahl 24.389. Zehn Jahre zuvor waren es 18.918, was einem jährlichen Bevölkerungszuwachs von 2,6 Prozent zwischen 2012 und 2022 entspricht.

## Verkehr
Durch den Sektor verläuft eine von der Nationalstraße 25 kommende District Road Richtung Nordosten bis zum Rwakibali-See.